# درزه
درزه (Joint)، نوعی ترک خشکل است که در آن هیچ گونه جابجایی برشی در راستای دیواره‌های ترک نسبت به هم رخ نداده است یا مقدار آن به قدری کم است که با چشم غیر مسلح دیده نمی‌شود.

## درزه چیست ؟
اندازه درزه‌ها متفاوت است، بعضی از آن‌ها چند سانتی متر طول دارند، در صورتی‌که درزه‌های دیگری وجود دارد که طول آن‌ها به چندین صدمتر نیز می‌رسد. درزه‌ها معمولاً بر اثر افزایش آب حفره‌ای به وجود می‌آیند  . چون تنش‌های تکتونیکی در لایه‌های زیرسطح زمین فشاری هستند معمولاً باعث ایجاد درزه نمی‌شوند مگر در شرایط خاص مثلاً نزدیک گسل‌ها یا کارست‌ها (Karsts) که به‌طور موضعی تنش‌های کششی ممکن است ایجاد شوند. لازم به ذکر است که بیشتر درزه‌هایی که در زیر سطح زمین قرار دارند بر اثر رسوبات کوارتز، کلسیت و غیره به‌طور کامل یا به صورت پاره‌ای بسته شده‌اند  . وجود درزه در مخازن نفت و گاز می‌تواند باعث افزایش تراوایی مخازن و افزایش تولید شود که اصطلاحاً مخازن ترک دار (Fractured reservoirs) خوانده می‌شوند.
درزه‌ها در حالت کلی به دو دسته منظم و نامنظم تقسیم می‌شوند. درزه‌های منظم یا سیستماتیک در معرض نیروهای تکتونیکی غیرایزوتروپیک ایجاد می‌شوند که معمولاً به صورت دسته درزهای موازی یا متقاطع دیده می‌شوند ولی در تشکیل درزه‌های نامنظم نیروهای تکتونیکی ایزوتروپیک هستند.
درزه راهی برای دخول آب در سنگ‌ها به وجود می‌آورد و عمل فرسایش را تسریع می‌کند. دهانه بسیاری از درزه‌ها بسته است ولی در اثر هوازدگی این دهانه‌ها وسیعتر شده و در نهایت به یک شکاف باز تبدیل می‌گردد.

## مشخصات درزه‌ها
سطح درزه‌ها در بسیاری از موارد یک سطح مستوی است و در حالت کلی آن را به صورت یک صفحه در نظر می‌گیرند. لذا برای مشخص کردن آن کافی است که شیب و امتداد صفحه درزه را مشخص نمود. شیب و امتداد درزه نیز مانند شیب و امتداد لایه‌ها اندازه‌گیری و بیان می‌شود.
قابل ذکر است که بیشتر درزه‌هایی که بر روی رخنمود ها(برونزد یا outcrops) مشاهده می‌شوند بر اثر فرسایش به وجود آمده‌اند فلذا سیمانی در داخل آن‌ها رسوب نکرده‌است. نکته اساسی دیگر این است که تکنیک‌های لرزه نگاری فعلی قادر به شناسایی درزه‌ها در زیرزمین نمی‌باشند بلکه صرفاً جهت و تراکم آن‌ها را در بهترین حالت تعیین می‌کنند.